# 罗加乔夫卡村委员会
罗加乔夫卡村委员会（俄语：Рогачёвский сельсовет）是俄罗斯联邦阿穆尔州斯沃博德内区所属的一个村委员会。其下辖有个居民点，行政中心为罗加乔夫卡。据2012年统计，该村委员会的人口为352人。